# Pavle Ravnohrib
Pavle (Pavel) Ravnohrib, slovenski filmski in gledališki igralec, * 19. december 1956, Ljubljana.

## Šolanje
Pavle Ravnohrib se je rodil leta 1956 v Ljubljani, kjer se je tudi šolal in leta 1980 diplomiral na ljubljanski AGRFT.

## Igralska kariera
Kmalu po opravljeni diplomi se je zaposlil v Slovenskem mladinskem gledališču. Ves čas svoje poklicne poti je sodeloval tudi z drugimi slovenskimi in nekaj tujimi gledališči, kot so na primer Ljubljanska Drama, SLG Celje, SSG Trst ter mnoga druga. Najbolj je znan po naslovni vlogi iz televizijske nadaljevanke in filma Prešeren ter po dolgoletnem vodenju oddaje Male sive celice na otroškem in mladinskem programu TV Slovenija (1993-2016). Igral je v številnih filmih, radijskih igrah in televizijskih serijah, prav tako posoja glas v oglasih in animiranim likom.
Junija 2021 je vodil televizijski kviz "Slovenija, moja država" na programu Nova24TV. Kviz je bil zasnovan kot osnovnošolsko tekmovanje iz znanja zgodovine od začetka osamosvajanja do nastanka slovenske države.

## Politične aktivnosti
V letu 2015 je se je izpostavil na strani nasprotnikov Zakona o spremembah in dopolnitvah Zakona o zakonski zvezi in družinskih razmerjih in v kampanji pred zakonodajnim referendumom posodil glas v YouTube oglasu.. 

## Nagrade
- študentska Prešernova nagrada -1980
- Zlata ptica za vloge v uprizoritvi Missi in a minor - 1981
- nagrada ZDUS - 1989
- Župančičeva nagrada - 1990
- Zlati Lovorjev venec za vlogo Zelenookega v Poostrenem nadzoru - 1991
- Severjeva nagrada - 1993
- nagrada Metoda Badjure za vlogo Inšpektorja v filmu Ko zaprem oči - 1993
- Vesna za najboljšo moško vlogo na Festivalu slovenskega filma za vlogo Pavleta v filmu Poker - 2001